# Turkije op de Olympische Zomerspelen 1924
Turkije nam deel aan de Olympische Zomerspelen 1924 in Parijs, Frankrijk. Deelgenomen werd aan atletiek, schermen, voetbal, gewichtheffen en worstelen. Er werden geen medailles gewonnen.

## Deelnemers en resultaten per onderdeel

### Voetbal

#### Mannentoernooi
- Voorronde
  - Verliest van  Tsjecho-Slowakije (2 – 5) → uitgeschakeld
- Basisspelers
  - Nihat Bekdik
  - Kadri Göktulga
  - Alaattin Baydar
  - Nedim Kaleçi
  - Bedri Gürsoy
  - Ali Gençay
  - Zeki Rıza Sporel
  - Bekir Refet
  - Cafer Çağatay
  - İsmet Uluğ
  - Mehmet Leblebi

Argentinië · Australië · België · Brazilië · Brits-Indië · Bulgarije · Canada · Chili · Cuba · Denemarken · Ecuador · Egypte · Estland · Filipijnen · Finland · Frankrijk · Griekenland · Groot-Brittannië · Haïti · Hongarije · Ierland · Italië · Japan · Joegoslavië · Letland · Litouwen · Luxemburg · Mexico · Monaco · Nederland · Nieuw-Zeeland · Noorwegen · Oostenrijk · Polen · Portugal · Roemenië · Spanje · Tsjecho-Slowakije · Turkije · Uruguay · Verenigde Staten · Zuid-Afrika · Zweden · Zwitserland